# Yasuo Takamori
Yasuo Takamori, född 3 mars 1934 i Japan,  död 3 februari 2016, var en japansk fotbollsspelare.